# Philolochma
Philolochma là một chi bướm đêm thuộc họ Geometridae.